# Bokakhat
Bokakhat é uma cidade e uma town area committee no distrito de Golaghat, no estado indiano de Assam.

## Geografia
Bokakhat está localizada a 26° 38′ N, 93° 36′ L. Tem uma altitude média de 76 metros (249 pés).

## Demografia
Segundo o censo de 2001, Bokakhat tinha uma população de 8844 habitantes. Os indivíduos do sexo masculino constituem 54% da população e os do sexo feminino 46%. Bokakhat tem uma taxa de literacia de 78%, superior à média nacional de 59,5%; a literacia no sexo masculino é de 83% e no sexo feminino é de 73%. 11% da população está abaixo dos 6 anos de idade.